# Sulimy (Biała Piska)
Sulimy (deutsch Sulimmen) ist ein Dorf in der polnischen Woiwodschaft Ermland-Masuren, das zur Gmina Biała Piska (Stadt- und Landgemeinde Bialla, 1938 bis 1945 Gehlenburg) im Powiat Piski (Kreis Johannisburg) gehört.

## Geographische Lage
Sulimy liegt im Südosten der Woiwodschaft Ermland-Masuren, 18 Kilometer nordöstlich der Kreisstadt Pisz (deutsch Johannisburg).

## Geschichte
Das um 1540 Solimann, um 1579 Sülimen und bis 1945 Sulimmen genannte Dorf wurde 1533 als Freidorf mit 17 Hufen nach magdeburgischem Recht gegründet. 
Der Ort gehörte zum Kreis Johannisburg im Regierungsbezirk Gumbinnen (ab 1905: Regierungsbezirk Allenstein) in der preußischen Provinz Ostpreußen. Von 1874 bis 1945 war er in den Amtsbezirk Drygallen (ab 1938 „Amtsbezirk Drigelsdorf“) eingegliedert.
297 Einwohner waren im Jahr 1910 in Sulimmen gemeldet. Ihre Zahl stieg bis 1933 auf 323 und belief sich 1939 auf 289.
Aufgrund der Bestimmungen des Versailler Vertrags stimmte die Bevölkerung im Abstimmungsgebiet Allenstein, zu dem Sulimmen gehörte, am 11. Juli 1920 über die weitere staatliche Zugehörigkeit zu Ostpreußen (und damit zu Deutschland) oder den Anschluss an Polen ab. In Sulimmen stimmten 200 Einwohner für den Verbleib bei Ostpreußen, auf Polen entfielen keine Stimmen.
1945 wurde Sulimmen in Kriegsfolge mit dem gesamten südlichen Ostpreußen an Polen überstellt und erhielt die polnische Namensform „Sulimy“. Heute ist das Dorf Sitz eines Schulzenamtes und somit eine Ortschaft im Verbund der Stadt- und Landgemeinde Biała Piska (Bialla, 1938 bis 1945 Gehlenburg) im Powiat Piski (Kreis Johannisburg), bis 1998 der Woiwodschaft Suwałki, seither der Woiwodschaft Ermland-Masuren zugehörig. Im Jahre 2011 zählte Sulimy 226 Einwohner.

## Religionen
Bis 1945 war Sulimmen in die evangelische Kirche Drygallen in der Kirchenprovinz Ostpreußen der Kirche der Altpreußischen Union sowie in die römisch-katholische Kirche Johannisburg im Bistum Ermland eingepfarrt. 
Heute gehört Sulimy katholischerseits zur Pfarrei Drygały im Bistum Ełk der Römisch-katholischen Kirche in Polen, während sich die evangelischen Einwohner zur Kirchengemeinde in Biała Piska halten, einer Filialgemeinde der Pfarrei Pisz in der Diözese Masuren der Evangelisch-Augsburgischen Kirche in Polen.

## Schule
Sulimmen wurde im Jahre 1760 ein Schulort.

## Verkehr
Sulimy liegt an der verkehrstechnisch bedeutenden Woiwodschaftsstraße 667, die die beiden Städte Ełk (deutsch Lyck) und Biała Piska sowie die beiden Landkreise Powiat Ełcki und Powiat Piski verbindet. Außerdem bestehen Straßenverbindungen zu den Nachbarorten. 